# Nesticus karyuensis
Nesticus karyuensis är en spindelart som beskrevs av Takeo Yaginuma 1980. Nesticus karyuensis ingår i släktet Nesticus och familjen grottspindlar. Inga underarter finns listade i Catalogue of Life.